# ドカチン
『ドカチン』は、1968年10月2日から1969年3月26日までフジテレビ系列局で放送されていたタツノコプロ制作のテレビアニメである。放送時間は毎週水曜 19:00 - 19:30 （日本標準時）。全52話（全26回、1回につき2話放送）。モノクロ作品だが、1話を含む一部話数とOP・EDは実験的にカラーで製作されている。

## 概要
ノーテンパンク博士が発明した時間再現装置「タイムゾーンマシーン」の作動により、現代（1960年代末）の文明社会の中に突然原始時代の一家が現れ、彼らが巻き起こす騒動を描くドタバタギャグアニメ。大部分のエピソードはモノクロで制作されたが、第1回・第4回のようにカラーで制作された回も一部存在する。
前作『おらあグズラだど』から引き続き森永製菓の一社提供で放送されていた。オープニングのラストでは「提供 森永製菓」のテロップが表示され、主人公・ドカチンの「提供、森永。ピポピポ」というナレーションが入っていた（「ピポピポ」は当時の森永製菓のCMで流れていたジングル）。
平均視聴率は15.7%（タツノコプロが所有する資料による）。
ビデオソフト化や再放送が行われる機会の多いタツノコプロ作品の中でも、本作はメディア露出が極端に少ない。
本作放送開始から40年後にあたる2008年5月19日、同じくタツノコプロが制作した『ヤッターマン』第2作（読売テレビ製作・日本テレビ系列）の第14話「ヤッターペリカン登場だコロン!」には、ドカチンをイメージした原始時代の少年が登場している。

## 登場人物
本作品に登場する人物は、大別して「ドカチン一家」と「現代人」に別れる。

### ドカチン一家
ドカチン
本編の主人公である原始少年。「タイムゾーンマシーン」の作動により、一家共々3000年前から現代社会にタイムワープしてきた。常に石斧を携帯している。怪力と俊足の持ち主。好物はニンジン。ドカチンのいた時代には火が無かったため、一家共々火や強烈な光線を苦手とする。泣き声は「アゴォ〜ッ!!」、ご挨拶は「こんにちわっ、こんにちわったらこんにちわ、ベロベロバァ!!」。
トトト
ドカチンの父親。家族一の巨体。
カカカ
ドカチンの母親。
バババ
ドカチンの祖母にして一家の長老。何故か眼鏡らしき物をかけている。
ペケ
ドカチンの妹。頭頂にリボンを付けている
パク
ドカチンとペケの弟で、一家の最年少。
オヤジ
原始一家と一緒にいる恐竜。
セガレ
子供の恐竜。

### 現代人
ノーテンパンク博士
いつも変な研究に没頭している現代の科学者。「タイムゾーンマシーン」を造ってドカチン一家を現代に呼び込んだ張本人。
チイ子
博士の研究所の近所に住む金持ちの少女で、なぜかドカチンに興味を持っている。ミニのワンピースを常に着用している。髪型はポニーテール。何らかのハプニングや痛い思いをしても全然気にしない気丈な性格。
キザ夫
チイ子とは別に研究所の近所に住む、文字通りのキザな金持ち少年。スキンヘッドで眼鏡を常に着用している。ドカチン一家を「野蛮人」と軽蔑し、ドカチンと何かと張り合う。

## 声の出演
- ドカチン、カカカ、キザ夫、ペケ - 中村メイコ
- トトト - 神山卓三
- チイ子 - 松尾佳子
- バババ - 麻生美代子
- パク - 加藤みどり
- キザ夫のパパ - 富山敬
- ノーテンパンク博士 - 八奈見乗児

## スタッフ
- 原作 - 吉田竜夫
- 企画 - 鳥海尽三
- 総監督 - 笹川ひろし
- 脚本 - 鳥海尽三、陣野修、村林信一、山崎晴哉、林すみ子、草川隆、伊東恒久 他
- 演出 - 笹川ひろし、原征太郎、西岡たかし、安納正美、鳥海永行、不二みね雄、西牧秀雄 他
- 音楽 - 中村勝彦、音楽企画センター
- 制作 - タツノコプロ

## 主題歌
オープニングテーマ「ドカチン・ダンス」
作詞 - 鳥海尽三、伊藤アキラ / 作曲 - 宇野誠一郎 / 歌 - 中村メイコ
冒頭と間奏部の「研究所一帯」場面には実写映像を使用。
エンディングテーマ「オモッチョロイ!ドカチン!」
作詞 - 伊藤アキラ / 作曲 - 宇野誠一郎 / 歌 - 中村メイコ
エンディングの終盤ではノーテンパンク博士の「ヤァヤァみんな、来週も見ろよな、ドカチンのテレビ、オモッチョロイオモッチョロイ!」という台詞が入る。

## 各話リスト
▲はカラーで制作されたことを示します。
| 回 | 放送日         | 話数 | サブタイトル                 |
| -- | -------------- | ---- | ---------------------------- |
| 1  | 1968年 10月2日 | 1    | ドッカーン・ドカチンの巻▲    |
| 1  | 1968年 10月2日 | 2    | 団地ブニャーンの巻▲          |
| 2  | 10月9日        | 3    | おつむテッテッポッポの巻▲    |
| 2  | 10月9日        | 4    | ギャング・アゴ〜の巻         |
| 3  | 10月16日       | 5    | ミイラトリトル先生の巻▲      |
| 3  | 10月16日       | 6    | テレビスカンチンの巻▲        |
| 4  | 10月23日       | 7    | ドカチン・ガキ大将の巻▲      |
| 4  | 10月23日       | 8    | ホイホイ原始の巻▲            |
| 5  | 10月30日       | 9    | ドカチン新入生の巻           |
| 5  | 10月30日       | 10   | ハッスル・バババの巻▲        |
| 6  | 11月6日        | 11   | トトト・チィチィパッパの巻   |
| 6  | 11月6日        | 12   | 原始王ワルザンの巻           |
| 7  | 11月13日       | 13   | 遠足テッテッポッポの巻▲      |
| 7  | 11月13日       | 14   | バババなつかしやの巻         |
| 8  | 11月20日       | 15   | ビックラムシムシの巻         |
| 8  | 11月20日       | 16   | ベロベロバァーの巻           |
| 9  | 11月27日       | 17   | ドカドカ・ドカチンの巻       |
| 9  | 11月27日       | 18   | トンカチ・ビューンの巻       |
| 10 | 12月4日        | 19   | トトト・アゴ〜の巻           |
| 10 | 12月4日        | 20   | ドカチン・大作戦の巻         |
| 11 | 12月11日       | 21   | ドカチン・グランプリの巻     |
| 11 | 12月11日       | 22   | 文化遺産ブニャンの巻         |
| 12 | 12月18日       | 23   | ドカチン狂奏曲の巻           |
| 12 | 12月18日       | 24   | シュシュポッポ大作戦の巻     |
| 13 | 12月25日       | 25   | ドッカーン! クリスマスの巻   |
| 13 | 12月25日       | 26   | ドカチン聖者の巻             |
| 14 | 1969年 1月1日  | 27   | 昔も未来もありゃしないの巻   |
| 14 | 1969年 1月1日  | 28   | ブタ公・アゴォ〜の巻         |
| 15 | 1月8日         | 29   | ブルブル原始ゾーンの巻       |
| 15 | 1月8日         | 30   | ドカチン総理大臣の巻         |
| 16 | 1月15日        | 31   | スーパードカチンの巻         |
| 16 | 1月15日        | 32   | のらねこホイホイの巻         |
| 17 | 1月22日        | 33   | べんけい寺のドカチン坊主の巻 |
| 17 | 1月22日        | 34   | ドカチン・ゲンメツするの巻   |
| 18 | 1月29日        | 35   | ドッカーン! ホームランの巻   |
| 18 | 1月29日        | 36   | トモダチ・ブニャ〜の巻       |
| 19 | 2月5日         | 37   | 遊園地プーパッパの巻         |
| 19 | 2月5日         | 38   | ドカドカ原始人の巻           |
| 20 | 2月12日        | 39   | 原始狩りウヒャヒャの巻       |
| 20 | 2月12日        | 40   | ヘイ! ドカチンの巻           |
| 21 | 2月19日        | 41   | ブニャブニャ展覧会の巻       |
| 21 | 2月19日        | 42   | 学校すきすきの巻             |
| 22 | 2月26日        | 43   | ドカチン番長の巻             |
| 22 | 2月26日        | 44   | それ行け・ドカチンの巻       |
| 23 | 3月5日         | 45   | チビ怪獣ドッカーンの巻       |
| 23 | 3月5日         | 46   | 大恐竜アッチッチの巻         |
| 24 | 3月12日        | 47   | ドカチンランナーの巻         |
| 24 | 3月12日        | 48   | トトト病気になるの巻         |
| 25 | 3月19日        | 49   | ばくだん先生の巻             |
| 25 | 3月19日        | 50   | バイバイ・パァー公の巻       |
| 26 | 3月26日        | 51   | OH!! ワンダフル真珠の巻      |
| 26 | 3月26日        | 52   | チンドン屋集合の巻           |

『タツノコプロ アニメ大全史』辰巳出版、1998年、146頁。

## 放送局
以下、特記の無いものは全て放送時間は水曜 19:00 - 19:30、制作局・フジテレビと同時ネット。
- フジテレビ（制作局）
- 札幌テレビ[3]
- 仙台放送
- 富山テレビ：本放送終了後の1969年4月2日から水曜 18:00 - 18:30にて放送[4]
- 静岡放送：異時ネット → テレビ静岡（サービス放送開始の1968年11月から同時ネット）[5]
- 東海テレビ[6]
- 関西テレビ
- 広島テレビ[7]
- 西日本放送[7]
- テレビ西日本[8]
- 沖縄テレビ[9]
- ほか

## ビデオソフト化
- 1984年に日本ビクターから、本作4話分[10]と『ハクション大魔王』4話分[11]をカップリング収録したVHDが発売された。
- 本編以外では、1993年にタスコから発売されたタツノコ作品の主題歌集『完全オリジナル タツノコ傑作アニメテーマコレクション』 (LD・VHS) にオープニング映像が、2012年に株式会社エクシードから発売された『テレビアニメ主題歌ベストコレクションDVD-BOX』 (DVD) にオープニングとエンディング映像が収録された。いずれもノンテロップ版となっている。
- 2025年3月28日には初の全話収録BD-BOXが発売。OP・ED映像はノンテロップ版。

## コミカライズ
『週刊少年サンデー』（小学館）1968年29号から1969年11号に本作のコミカライズ版が原作：吉田竜夫、漫画：板井れんたろう名義で連載された。後に曙出版から発売された単行本全2巻には「板井れんたろう ©原作／竜の子プロダクション」と記されている。
単行本は絶版になっており、再発売もされていない。
『小学館の幼稚園』（小学館）1968年11月号から（最終掲載号未詳）宮坂栄一の作画により連載された（タイトルの表記は「どかちん」。12月号のタイトルは「どかちんのくに」）。
『小学一年生』増刊『ウルトラ怪奇大画報』（1969年）に吉田竜夫の作画により『ドカチン妖怪退治』が掲載された

## レコード
- ドカチン（朝日ソノラマ、1968年）[20]
- テレビマンガレコード（小学館小学一年生付録）[21]

## ネット配信
BD-BOXの発売を記念して、YouTube「タツノコチャンネル」から第1回Aパート「ドッカーン ドカチンの巻」が期間限定で無料配信されている。
映像はカラー版で、オープニング（森永製菓の提供コメント含む）とエンディングは省かれている。